# Santiago Arenas
Santiago Arenas (en asturiano y oficialmente Santiago Arenas / Carbayín) es una parroquia del concejo de Siero, en el Principado de Asturias (España). Alberga una población de 1.431 habitantes (INE 2011) en 937 viviendas. Ocupa una extensión de 9,12 km².
Está situada en el extremo sureste del concejo. Limita al norte con la parroquia de Santa Marta Carbayín; al este, con la de Suares, en el vecino concejo de Bimenes; al sureste, con la de San Emeterio, de nuevo en Bimenes; al sur, con la de Cocañín, en el concejo de San Martín del Rey Aurelio, y con la de Tuilla, en el concejo de Langreo; y al oeste, con la de San Juan Arenas.
Forma parte de la Ruta de los orígenes mineros, conservando numerosos restos de su historia industrial vinculada a la explotación de la hulla y la influencia de la industria de Langreo. El Pozo Mosquitera, el Pozo Curuxona, el Mecherude Saús, la Central Eléctrica de Saús, bocaminas, chimeneas... son algunos de los elementos de patrimonio industrial de la zona. 

## Poblaciones
Según el nomenclátor de 2011 la parroquia está formada por las poblaciones de:
- Arenas (Areñes en asturiano) (lugar): 133 habitantes.
- La Bollina (La Bullina) (lugar): 9 habitantes.
- Cabañona (La Cabañona) (lugar): 96 habitantes.
- Cabriles (lugar): 19 habitantes.
- La Camperona (lugar): 4 habitantes.
- Candín (aldea): 24 habitantes.
- Carbayín Alto (Carbayín) (lugar): 156 habitantes + El Cotayo: 436 habitantes.
- Cardaño (lugar): 30 habitantes.
- Cerezales (lugar): 21 habitantes.
- La Comba (aldea): 11 habitantes.
- La Cruz (lugar): 4 habitantes.
- La Cueña (lugar): 12 habitantes.
- Curuxona (lugar): 33 habitantes.
- La Foyaca (lugar): 18 habitantes.
- El Freno (lugar): 3 habitantes.
- La Horrea (La Horria) (casería): 30 habitantes.
- La Llovera (La Llobera) (aldea): 36 habitantes.
- La Llosa (lugar): 3 habitantes.
- La Magdalena (La Malena) (casería): 40 habitantes.
- Mosquitera (casería): 87 habitantes.
- Mudrerina (La Mudrerina) (lugar): 6 habitantes.
- Las Paseras (Les Paseres) (lugar): 7 habitantes.
- El Planadal (El Planal) (lugar): 42 habitantes.
- El Plano (El Plonu) (casería): 47 habitantes.
- La Porqueriza (lugar): 2 habitantes.
- La Rasa (casería): 76 habitantes.
- El Rosellón (aldea): 26 habitantes.
- Saús (aldea): 20 habitantes.